# Pays du Haut-Doubs
Le Pays du Haut Doubs, situé dans le département du Doubs, région Bourgogne-Franche-Comté, était à l'origine une structure de regroupement de collectivités locales françaises. Depuis mars 2016, Il a un statut de syndicat mixte fermé et se nomme : Syndicat mixte du Pays du Haut-Doubs. Son siège est à Pontarlier.

## Composition
Le syndicat gère 68 communes, elles-mêmes regroupées dans 5 communautés de communes :
- Communauté de communes du Grand Pontarlier
- Communauté de communes de Montbenoît
- Communauté de communes des Lacs et Montagnes  du Haut-Doubs
- Communauté de communes Altitude 800.
- Communauté de communes du plateau de Frasne et du Val du Drugeon